# Death by Black Hole: And Other Cosmic Quandaries
Muerte por agujeros negros y otros dilemas cósmicos es un libro escrito por el astrofísico estadounidense, Neil deGrasse Tyson.
Se trata de una antología que recoge varios de los artículos de divulgación científica más populares de Tyson.
El libro se encuentra dividido en siete capítulos donde Tyson realiza una reseña exhaustiva de los temas principales de la astrofísica moderna enfocándose en como se ha adquirido el conocimiento en esta área y en las dificultades de su divulgación.
Señala que para explicar al público general los últimos avances en astrofísica en ocasiones también es necesario explicar las complejas técnicas y metodologías sobre como se llegó a adquirir ese conocimiento, y que esto puede terminar dificultando la diseminación de la información.